# 勞倫斯克羅辛 (亞利桑那州)
勞倫斯克羅辛（英語：Lawrence Crossing）是位於美國亞利桑那州亞瓦派縣的一個非建制地區。該地的面積和人口皆未知。

## 地理
勞倫斯克羅辛的座標為34°39′11″N 111°43′58″W / 34.65306°N 111.73278°W，而該地的平均海拔高度為1108米（即3635英尺）。